# 七角数
七角数（ななかくすう、Heptagonal number）とは、多角数の一種で、正七角形の形に点を並べたとき、図に含まれる点の総数にあたる自然数である。七角数は無数にあり、そのなかでは1が最も小さい。n番目の七角数は以下の式によって表すことができる。
{\displaystyle {\frac {5n^{2}-3n}{2}}}
七角数を小さいものから列挙すると次のようになる。
1, 7, 18, 34, 55, 81, 112, 148, 189, 235, 286, 342, 403, 469, 540, 616, 697, 783, 874, 970, …（オンライン整数列大辞典の数列 A000566）